# Salát Caesar

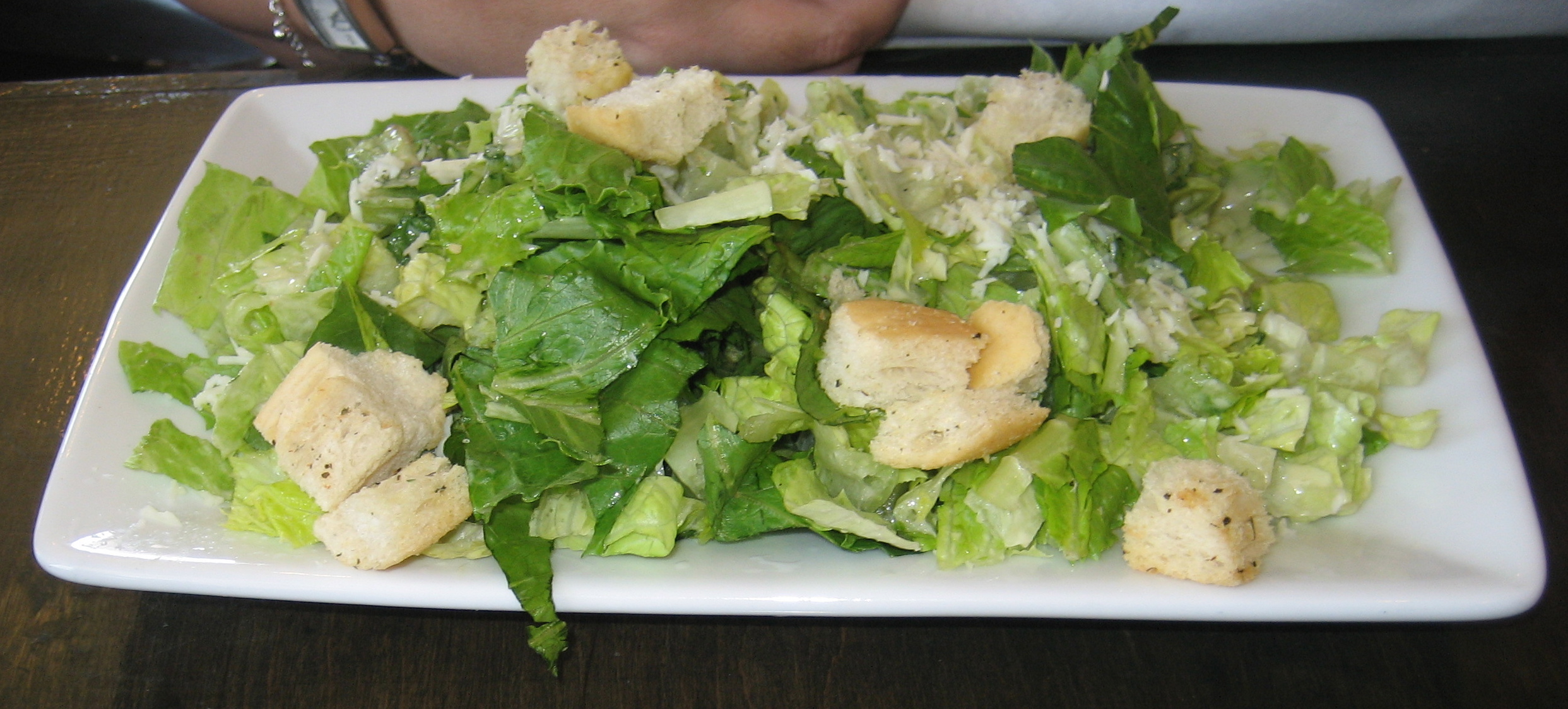
Jedna z variant receptu

Salát Caesar je salát z římského salátu a krutonů s vaječnými žloutky, parmezánem, citronovou šťávou, vinným octem, olivovým olejem, česnekem, worcestrovou omáčkou, ančovičkami a černým pepřem. 
Jako jeho tvůrce se obvykle uvádí italský kuchař působící v Mexiku a v USA, Cesare Cardini (1896–1956), na jehož počest je také pojmenován. Vznikl údajně u příležitosti oslav 4. července 1924, existuje ale i celá řada verzí o vzniku receptu. Od roku 1948 Cardini začal také s tovární výrobou dressingu.
Původní Cardiniho recept obsahoval celé listy salátu naplněné krutony, parmezánem, worcestrovou omáčkou a coddled eggs, tedy částečně ztuhlými, ale ne zcela uvařenými vejci.
Existuje mnoho variací receptu, včetně úprav listů salátu krájením či trháním, recepty s přidáním masa jako jsou kousky grilovaného kuřecího nebo slanina, nebo s vynecháním přísad jako jsou ančovičky (které sám Cardini odmítal), popřípadě přidání dalších ingrediencí. Někteří gurmáni, např. Vladimír Poštulka, obvykle tento způsob úprav salátu Caesar odmítají.